# Limita zaporedja
| n   | n sin(1/n) |
| --- | ---------- |
| 1   | 0,841471   |
| 2   | 0,958851   |
| ... |            |
| 10  | 0,998334   |
| ... |            |
| 100 | 0,999983   |

Ko pozitivno celo število n postaja vse večje, vrednost n sin(1/n) postaja poljubno enaka 1. Rečemo, da je »limita zaporedja n sin(1/n) enaka 1.«
Limíta zaporédja je število, ki se mu vrednosti členov zaporedja an približujejo, ko spremenljivko n povečujemo čez vse meje. Dejstvo, da limita zaporedja obstaja, imenujemo konvergénca.
Limito zaporedja  an označimo {\displaystyle \lim _{n\to \infty }a_{n}}.

## Matematične definicije
Število a je stekalíšče realnega zaporedja an, če v vsaki okolici števila a leži neskončno mnogo členov zaporedja. Zaporedje ima lahko eno, dve ali več stekališč - tudi neskončno mnogo. Obstajajo tudi zaporedja, ki stekališča nimajo, npr. neomejena zaporedja. V matematiki se pogosto uporablja naslednji način izražanja: če je zaporedje navzgor neomejeno, pravimo, da ima stekališče neskončno (plus neskončno, tj.: {\displaystyle +\infty }); če je navzdol neomejeno, pa pravimo, da ima stekališče minus neskončno (tj.: {\displaystyle -\infty }). Neskončno in minus neskončno štejemo za nepravi stekališči (ostala stekališča so prava).
Število a je limita realnega zaporedja  an, če v vsaki okolici števila a ležijo vsi členi zaporedja od neke dovolj velike vrednosti spremenlivke n naprej (drugače povedano: zunaj te okolice lahko leži samo končno mnogo členov zaporedja). Če ima zaporedje eno samo stekališče in je to stekališče pravo, potem je to stekališče limita. Če ima zaporedje limito, pravimo, da konvergíra oziroma da je to konvergéntno zaporedje.
Če zaporedje nima limite, pravimo, da divergíra oziroma da je divergéntno.

## Zgledi
- Zaporedje {\displaystyle {\tfrac {1}{2}},{\tfrac {1}{3}},{\tfrac {1}{4}},{\tfrac {1}{5}},...} je konvergentno in ima limito enako 0.
- Zaporedje {\displaystyle +{\tfrac {1}{2}},-{\tfrac {2}{3}},+{\tfrac {3}{4}},-{\tfrac {4}{5}},+{\tfrac {5}{6}},-{\tfrac {6}{7}},\dots } je divergentno, ker ima dve stekališči: −1 in 1.
- Zaporedje {\displaystyle 2,4,6,8,10,\dots } je divergentno in ima nepravo stekališče neskončno.